# Diplazium donnell-smithii
Diplazium donnell-smithii är en majbräkenväxtart som beskrevs av Hermann Christ.
Diplazium donnell-smithii ingår i släktet Diplazium och familjen Athyriaceae. Inga underarter finns listade i Catalogue of Life.